# Kim Ji-yoo
Kim Ji-yoo (Seul, 14 luglio 1999) è una pattinatrice di short track sudcoreana.

## Palmarès
- Campionati mondiali

Rotterdam 2017: argento nei 3000 m, bronzo nei 500 m.
Sofia 2019: oro nella staffetta 3000 m, bronzo nei 3000 m.
- Giochi asiatici

Sapporo 2017: oro nella staffetta 3000 m.
- Giochi olimpici giovanili

Lillehammer 2016: oro nei 1000 m e nella staffetta mista.
- Campionati mondiali juniores

Osaka 2015: oro nella staffetta 3000 m, argento nella classifica generale.
Tomaszów Mazowiecki 2018: oro nella classifica generale.